# Germaine Acarin
Germaine Acarin, née à Bruxelles en 1898 et décédée dans la même ville en 1969, est une artiste peintre, également sculpteur, autodidacte belge. Elle est la sœur aînée de la danseuse et artiste Akarova.

## Biographie
Germaine Robert-Acarin étudie le chant et le piano qu'elle enseigna à Bruxelles. Elle séjourne au Congo dans les provinces du Katanga et du Bas-Congo de 1927 à 1933. Elle entame sa carrière artistique en 1938.
Elle est mariée à Emile Robert, ingénieur des constructions civiles (lié à la société Trabeka établie à Elizabethville). Ils ont un fils, Jacques Robert, qui a dansé sous le nom de Niraca.

## Style
Germaine Robert-Acarin peint des paysages belges et méditerranéens, des sujets africanistes et des thèmes religieux. Elle réalise à titre expérimental des bois brûlés inspirés de techniques traditionnelles africaines mais dans l'esprit Art déco. Elle peint aussi des décors et crée des projets de costumes pour la danse.
Elle sera inspirée par le primitivisme de Gauguin, l'art africain ainsi que par les peintres fauves.

### Œuvres
Pour l'Expo 58, Germaine Robert-Acarin présente un recueil d'œuvres inspirées par le Congo.

## Prix et récompenses
- 1945 : Grand Prix du Salon de l’Union féminine artistique à Alger
- 1954 : Distinction de Chevalier de l’ordre de Léopold II
- 1957 : Grand Prix du Salon de l’Union féminine artistique à Bruxelles